# القوات الجوية الكرواتية
القوات الجوية الكرواتية (بالكرواتية: Hrvatsko ratno zrakoplovstvo) هي فرع القوات الجوية من القوات المسلحة الكرواتية المسؤولة عن حماية المجال الجوي لدولة كرواتيا.

## أسطول الطائرات

### الأسطول الحالي

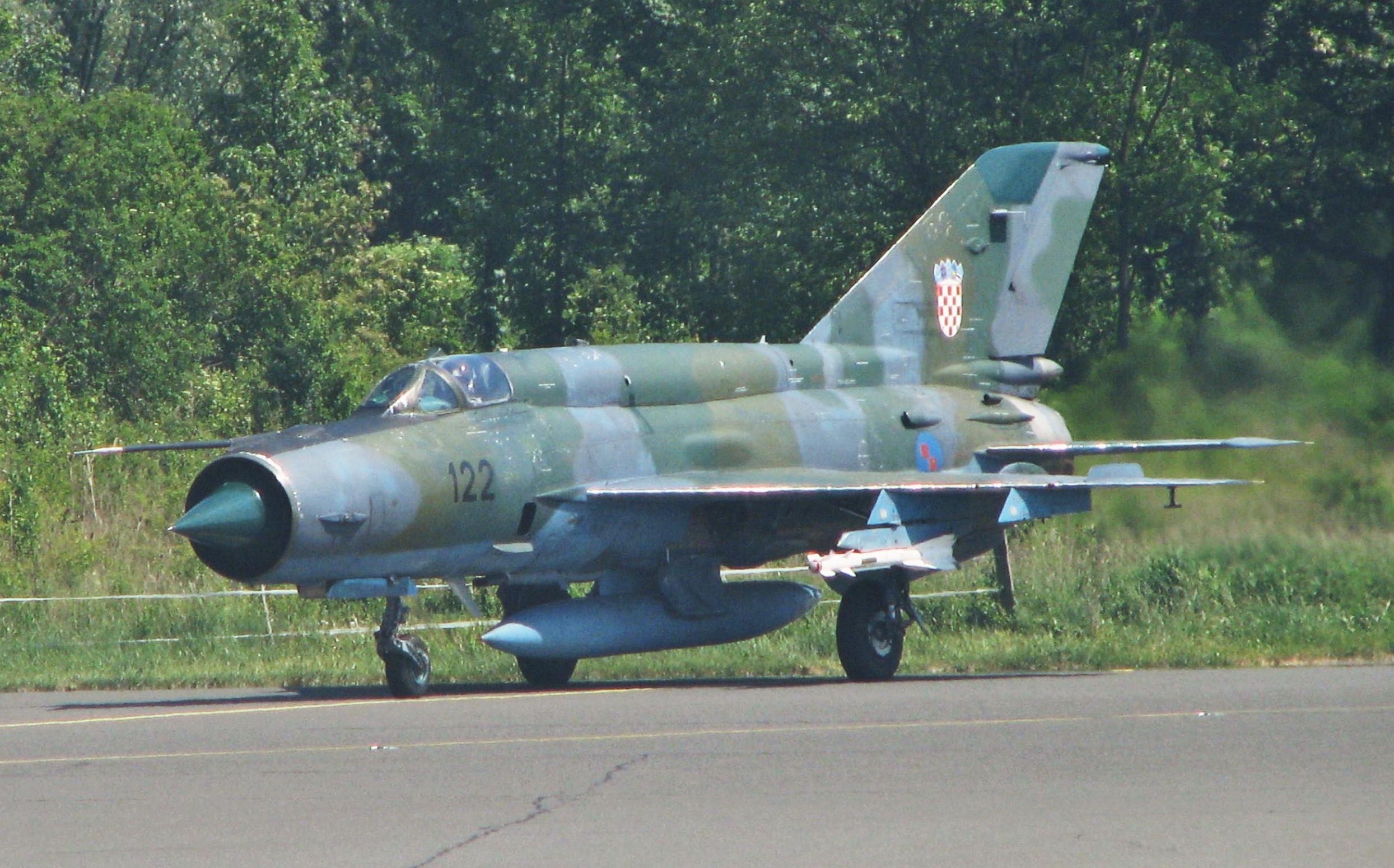
MiG-21BisD taxiing

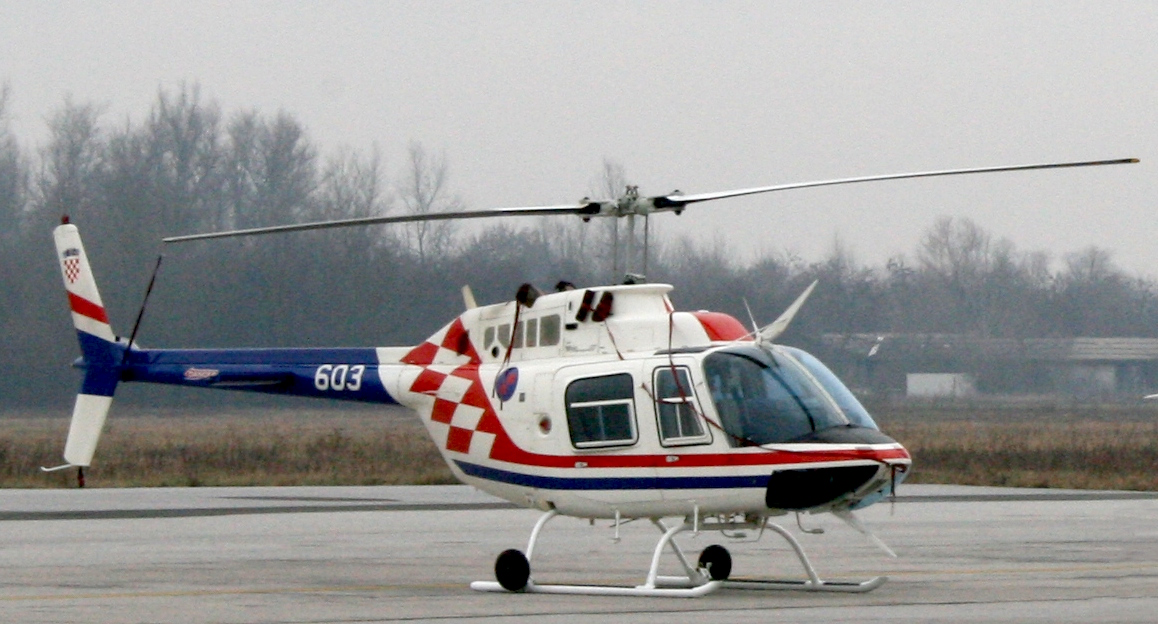
A Bell 206III in Zagreb

| الطائرة                | بلد الصنع        | الفئة                 | الطراز                      | في الخدمة    | ملاحظات                                |              |
| طائرة مقاتلة           | طائرة مقاتلة     | طائرة مقاتلة          | طائرة مقاتلة                | طائرة مقاتلة | طائرة مقاتلة                           | طائرة مقاتلة |
| ---------------------- | ---------------- | --------------------- | --------------------------- | ------------ | -------------------------------------- | ------------ |
| ميغ-21                 | الاتحاد السوفيتي | طائرة مقاتلة          | ميكويان-غوريفيتش ميغ-21/UMD | 12           |                                        |              |
| إطفاء جوي              |                  |                       |                             |              |                                        |              |
| إير تراكتور إيه تي-802 | الولايات المتحدة | إطفاء جوي             | AT-802A/F                   | 6            |                                        |              |
| كنداير سي إل-415       | كندا             | إطفاء جوي             | كنداير سي إل-415            | 6            |                                        |              |
| مروحية                 |                  |                       |                             |              |                                        |              |
| ميل مي-17              | روسيا            | طائرة نقل عسكرية/SAR  | ميل مي-17                   | 23           |                                        |              |
| يو إتش-60 بلاك هوك     | الولايات المتحدة | مروحية متعددة الأغراض | سيكورسكي يو إتش-60 بلاك هوك |              | 2 on delivery - donation from the U.S. |              |
| أو إتش-58 كيوا         | الولايات المتحدة | مروحية عسكرية         | أو إتش-58 كيوا              | 16           | Donation from the U.S.                 |              |
| طائرة تدريب            |                  |                       |                             |              |                                        |              |
| بيل 206                | الولايات المتحدة | طائرة تدريب           | بيل 206                     | 8            |                                        |              |
| زلين زد 42             | التشيك           | طائرة تدريب           | زلين زد 42                  | 5            |                                        |              |
| بيلاتوس بي سي-9        | سويسرا           | طائرة تدريب           | بيلاتوس بي سي-9             | 14           |                                        |              |